# 콘도티에로

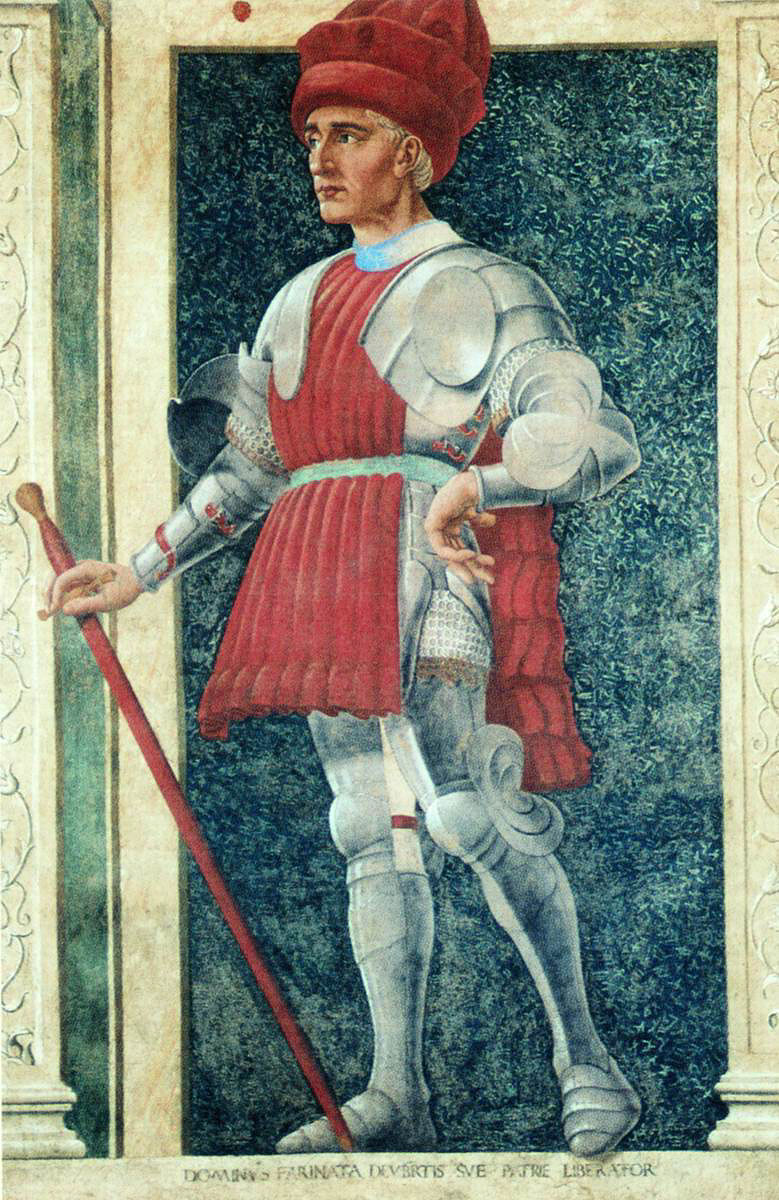

콘도티에로(이탈리아어: condottiero)는 중세 말경부터 16세기 중반까지 이탈리아 중소도시 국가들이 고용했던 용병대장들이다. 어원은 이탈리아어로 계약을 뜻하는 condotta에서 유래되었다.

## 등장
13, 14세기 무렵 동방무역으로 통해 막대한 부를 축적한 이탈리아의 베네치아, 피렌체, 제노바같은 도시국가들은 자신들의 막대한 부를 외세로부터 지키기에는 너무나 허약한 군대를 가지고 있었다. 그리하여 도시국가 지도자들은 용병단들과 계약을 통해 자신들의 땅과 부를 지키려는 취지에서 출발했다.

## 초창기
최초의 도시 고용 용병은 13세기 말경부터 14세기 초 사이에 등장했다. 처음에 이들은 비이탈리아인이었고 병사들은 신성 로마 제국, 아라곤 등지에서 왔다,1333년 보헤미아의 왕 요한 1세를 따라 왔던 병사들은 페루자에 고용되어 "비둘기 군단"이라는 명칭으로 아레초와의 전쟁에 참전했다, 이러한 군대는 보통 도적이나 낙오자들로 구성되었다.

## 전성기
그 후에 이러한 비둘기 군단같은 소규모의 부대들이 모여 대군단을 형성해 우르슬링겐 공작 베르너와 백작 콘라드 폰 란다우가 지휘했고 나중에 이탈리아 귀족 로드리시오 비스콘티는 "성 조르조 군단"을 창설해 맞셨다. 14세기 후반에 이르러서는 이탈리아 출신 용병대장이 외국인 용병대장만큼 많아지자 그들도 자신들의 군대를 창설하기에 이른다 대표적으로 아스토레 만프레디의 "성군단", 니콜로 다 몬테펠트로의 "작은 모자 군단", 암브로조 비스콘티의 "신(新) 성 조르조 군단", 조반니 다 부스카레토와 바를톨로메오 곤잘가의 "장미 군단"이다. 15세기부터 각 군단들의 대장은 주로 이탈리아인이 되기 시작했다. 그들은 보통 가문의 땅을 여러 가지 이유로 증여받지 못하고 전장에서의 삶을 택한 귀족들이나 평민들이었다. 심지어는 군주들조차도 돈을 벌기 위해 콘도티에로가 되기도 했다. 대표적인 인물들로는 리미니의 군주 지지스몬도 말라테스티아와 우르비노 공작 페데리코 다 몬테펠트로. 그리고 발렌티노의 공작 체사레 보르자가 있다. 콘도티에로는 15세기 이탈리아를 통틀어 전쟁의 전문가였다.

## 쇠퇴기
그 후 점차 콘도티에로가 이끄는 부대는 그들의 변덕으로 악명이 높았다. 그들은 현재 계약금보다 더 많은 돈을 제시하는 사람이 나타나면 전쟁중이라도 편을 바꿀 정도였다. 그리고 자신들이 이탈리아 내에서 군사력을 장악했음을 알고 허울만 남은 자신들의 고용주들을 조종하거나 심지어 그들을 죽이고 죽으면 군주가 되었다. 권력을 잡은 콘도티에로들은 자신들의 권력의 원천인 군대가 해를 입히는 것을 꺼리게 되었으며 전투만 하더라도 그 겉보기가 거창해졌고 병사들의 피해가 크지 않은 방식으로 진행되었고 점차 그들의 군대는 약해져 갔다. 또한 타유럽지방에서 장창병이나 화승총 사수들로 이루어진 근대적 군대를 구성하고 있을 때 그들은 여전히 중무장 기사, 중세의 무기나 전술을 보유하고 있었다. 또한 그들의 제시한 엄청난 계약금은 인풀레이션에 시달려야 했던 도시국가들에게 심각한 금전적 손실을 보게 했다. 콘도티에로의 시대가 막을 내리기 시작한 것은 이탈리아 전쟁(italian wors 1494년~1559년)이 도래하면서부터였다. 당시 나폴리를 치기 위해 이탈리아의 밀라노로 진격한 샤를 8세의 프랑스군은 이탈리아 용병들을 화포로 공격했고 콘도티에로의 군대는 피해가 벌로 없는 전투에 익숙하데다가 화약무기도 없었기에 당시 프랑스군에 맞서 싸웠던 잔자코모 트리볼조는 밀라노를 포기했다. 비록 콘도티에로의 군사들은 사치스러울 정도로 치장했지만 서유럽의 진보된 군사들을 상대하기엔 역부족이었다. 또한 그들의 부대에 있는 병과의 비율이 80%가 기병이기에 같은 용병이었던 스위스 장창병이나 신성 로마 제국의 란츠크네흐트에게 속수무책으로 당했다. 그 후 체사레 보르자나 마키아벨리, 페라라 공작 알폰소 데스테등이 실시한 상비군 제도가 들어서면서 사라져갔고 1550년대 계약이 사라지면서 콘도티에로라는 명칭은 타국에 복무하는 이탈리아 장군을 가리키는 말로 변질되었다.